# 嘉納治五郎
嘉納治五郎（日语：／ Kanō Jigorō，1860年12月10日—1938年5月4日），號歸一齋，是日本教育家、武術家，日本柔道的創始人，首任日本奧委會會長，首位來自亞洲的國際奧委會委員，被尊為「日本體育之父」。

## 生平
嘉納治五郎生於日本神戶，出身名門生源寺家族，母親是當地釀酒業大戶嘉納財閥的女兒。因為從小身體不好，受人欺負，於是開始學習傳統的柔術。1871年隨父母移居東京，1877年就讀東京大學，主修哲學，畢業後開始從事教育工作。1886年任舊制第五高等學校校長，1894年升任東京高等師範學校校長。他也曾在日本的文部省擔任部門的主管，曾为中国留学生开设东京弘文学院。他在教育界一共服務了二十六年的時間。
他在東京大學就讀時，跟隨福田八學習天神真揚流柔術，福田八過世後，繼續跟隨其同門磯正智深造。磯正智死後，進入飯久保恆門下學習起倒流。
1882年（明治15年），嘉納治五郎在東京成立講道館，與數名學生開始教授與研究柔術，這是柔道的起源。明治18年（1885年），講道館參加警視廳武術大賽，大獲全勝，擊敗實力堅強的戶塚流，一時聲名大起。

## 逸話
1891年1月由歐美視察歸國途中，曾豪邁的使用投技把對其挑釁的俄國士兵摔飛。經同年4月10日的讀賣新聞報導後才為人所知。

## 影響及貢獻
柔道是日本最先廣傳到世界各地的武術，同時現在也是奧運的正式比賽項目之一。嘉納對現今武術最重要的影響，就是發明以色帶的方式來區分段位，許多的武術現在都學習嘉納的方法來區分學員的功力。
他同時也是將柔道和劍道列入日本學生必修課程的幕後推手。同時嘉納也是第一位擔任國際奧林匹克委員會委員一職的亞洲人。

## 弟子
- 阿部信文
- 門脇誠一郎
- 古曵保正
- 西鄉四郎
- 横山作次郎
- 富田常次郎
- 山下義韶
- 三船久藏
- 廣瀬武夫
- 前田光世

另外還擁有許多弟子。

## 外部連結
- 嘉納治五郎（页面存档备份，存于）
- 講道館（页面存档备份，存于）